# نوری مالکی
نوری کامل محمد حسن المالکی (۱۹۵۰ کربلا) سیاستمدار شیعه عرب و نخست‌وزیر سابق عراق است که در حال حاضر رهبر حزب اسلامی دعوه در کشور عراق و معاون اول رئیس‌جمهور عراق است. او در آوریل ۲۰۰۶، جای ابراهیم جعفری را گرفت و نخست‌وزیر عراق شد. او تا سپتامبر ۲۰۱۴ در مقام نخست‌وزیری باقی ماند.
ترور نوری المالکی در ۱۴ دسامبر ۲۰۱۵ خنثی شد.

## پیشینه
وی در سال ۱۹۵۰ در شهرستان طویریج در استان کربلا به دنیا آمد و لیسانس خود را از دانشگاه اصول دین بغداد دریافت کرد. بعدها در رشته ادبیات عربی به درجه کارشناسی ارشد رسید. در سال ۱۹۷۰ به حزب الدعوه پیوست. در سال ۱۹۷۹ (۱۳۵۷ش) دولت وقت عراق دستور اعدام تمامی اعضاء حزب الدعوه الاسلامی را داد و مالکی به همراه شمار زیادی از افراد این حزب از عراق گریخت.
او همچنین به مدت شانزده سال در سوریه زندگی کرده‌است.
نوری المالکی در زمان حکومت صدام حسین به کردستان عراق (که ارتش بعث از بخشهایی از آن عقب‌نشینی کرده بود) پناهنده شد و مدت زیادی را در آنجا و به‌ویژه شهر اربیل سپری کرده‌است و مدرک فوق لیسانس ادبیات عرب خود را از دانشگاه صلاح‌الدین اربیل در شمال عراق گرفته‌است.
کتاب «تجربه و سیاست» که به فعالیت‌های سیاسی نوری مالکی دبیرکل حزب دعوه عراق و نخست‌وزیر اسبق این کشور می‌پردازد، تألیف شده‌است و بزودی منتشر خواهد شد.